# Paratropus zicsii
Paratropus zicsii är en skalbaggsart som beskrevs av Kanaar 1997. Paratropus zicsii ingår i släktet Paratropus och familjen stumpbaggar. Inga underarter finns listade i Catalogue of Life.